# Enicospilus stenophleps
Enicospilus stenophleps är en stekelart som beskrevs av Joseph Augustine Cushman 1937. Enicospilus stenophleps ingår i släktet Enicospilus och familjen brokparasitsteklar. Inga underarter finns listade i Catalogue of Life.